# Army Men
Army Men là dòng game do hãng The 3DO Company làm, và sau này do Global Star Software đảm nhiệm. Dòng game này dựa trên cuộc chiến tranh khác nhau giữa bốn phe chính của quân lính nhựa; Green, Tan, Blue và Gray. Hai phe phái khác là Red và Orange, một nhóm nhỏ dường như không tồn tại là Black, đã xuất hiện ngắn ngủi, nhưng không đóng một vai trò lớn nào trong câu chuyện. Hai phe phái khác là Galactic Army và Alien Army từng được giới thiệu trong Army Men: Toys in Space.

## Lịch sử
Khởi đầu Series là Army Men (PC) vào năm 1998, với phần tiếp theo là Army Men II (PC) được phát hành vào năm 1999. Khoảng thời gian đầu tiên của các hệ máy console, bản Army Men 3D, được phát hành cho hệ máy PlayStation. Trong các game cùng thời, trước khi Army Men ra đời, một trong những game có sự hấp dẫn lớn nhất đối với Army Men là game Cannon Fodder của Virgin Interactive. Trong Army Men, đặc biệt là các phiên bản đầu tiên của series, vật lý hiện thực, các trạng thái chiến đấu chỉ thể hiện một phần nhỏ trong game và còn rất thô sơ, ví dụ như binh lính khi bị thiêu đốt bằng súng phun lửa sẽ nóng chảy thành vũng nhựa tan, hoặc văng từng mảnh nhựa bị hỏng khi bị bắn trả lại, đây chỉ là một phần mà nhóm phát triển muốn thể hiện sự hài hước cho lính nhựa nhằm thay thế những cảnh đổ máu như các game hành động khác.
Series còn tiếp tục với Army Men: Toy in Space (PC), trước khi phân chia ra các phiên bản còn lại cho các hệ máy Console khác như series Army Men: World War (PC, PS) và các bản sau chủ yếu tập trung trên hệ máy Playstation. Khoảng thời gian sau hãng cũng phát hành Army Men: Sarge’s Heroes (PC bản 1 và PS bản 1,2) cùng năm 1999.
Một số biến thể của series và các bản phụ đã được phát hành. Chúng bao gồm một số đề tài khác như điều khiển trực thăng trong các bản Army Men: Air Tactics, Air Attack (1 & 2), Air Combat, & Air Combat: The Elite Missions. Đồng thời cũng bao gồm luôn series World War. Một phiên bản lấy cảm hứng từ game Contra với tên gọi Green Rogue.
Chỉ có phiên bản phụ duy nhất trong series là Portal Runner. Phát hành một năm lấy bối cảnh sau sự kiện xảy ra trong phiên bản gốc.

## Phe phái
- Green - Là phe chính nghĩa trong toàn bộ series – Phe Green chính là tượng trưng cho Mỹ . Trong một vài phiên bản của game, do khả năng chính trị yếu ớt, và là mục tiêu xâm lược, gây chiến của các phe khác, nên họ phải chiến đấu chống lại Tan và Blue, phe Grey có lúc là đồng minh có lúc là kẻ địch . Đôi lúc có sự thay đổi liên minh giữa các phe trong các phiên bản khác nhau như trong Army Men: World War, Green là đồng minh chính của phe Blue (tượng trưng cho Pháp) nhằm chống lại sự uy hiếp của Tan (giống như đồng minh chống lại Đức trong Thế chiến thứ hai) . Ngược lại trong Army Men: Sarge’s Heroes Blue phục vụ công tác tình báo cho Tan, Grey lại là đồng minh của Green.

- Tan - Thừa hưởng những công nghệ của thập niên 1960 – 1970, phe Tan gần giống như đại diện cho khối cộng sản trong thời kỳ Chiến tranh Lạnh. Tan bắt đầu tuyên chiến với Green khi họ đã xâm chiếm 3 khu vực chính của quốc gia Green (sa mạc, miền núi, và đầm lầy). Khởi đầu của game, họ chỉ  liên minh một phần với hệ thống mạng lưới thông tin của Blue (cung cấp tin tức tình báo), và liên minh này sẽ còn tiếp tục thay đổi xuyên suốt series.

- Grey - Những cuộc chạm trán đầu tiên với phe Xám chỉ xuất hiện trong phiên bản gốc của PC: Sarge cố gắng đánh vào sườn quân Tan và thấy mình đang ở trên biên giới giữa Grey và Tan. Trong khi cả hai đang gây chiến với Green, đồng thời họ cũng đang tham chiến với nhau và Sarge thấy mình đứng giữa ba chiến tuyến. Ít lâu sau, Sarge phát hiện ra phe Xám đã hình thành một liên minh với Tan để tạo ra một số vũ khí kỳ quái với mục đích hủy diệt hàng loạt (sẽ thấy ở các phiên bản sau này).

- Blue - Quân Blue (ảnh hưởng từ Pháp) dường như là đồng minh dễ thay đổi nhất trong các phe, dù họ ít khi xuất hiện trên chiến tuyến. Phe Blue có một vài khả năng hữu ích như làm gián điệp, thực hiện hoạt động phá hoại và các nhiệm bí mật khác. Quốc gia Xanh thường được mô tả rằng hoạt động của họ chỉ hướng về bất cứ điều gì mà họ thấy có lợi, điều này có nghĩa là họ thường tính phí cho các dịch vụ của họ. Trong một số bản, họ là đồng minh với quân Green, nhưng ở các bản khác họ là kẻ thù chung.

- Red - Họ xuất hiện trong mục Multiplayer (nhiều người chơi) ở bản Sarge’s War, một người trong số họ được giải cứu ở lâu đài Dr. Madd’s và trong Sarge’s Heroes ngay đoạn cắt cảnh tại chỗ mà Shrap được cứu thoát khỏi bọn nhện máy.

- Orange - Chỉ được đề cập duy nhất trong bản Sarge’s Heroes 2, khi tướng Plastro khoe khang sẽ chinh phục tất cả các nước trong thế giới nhựa. họ không có mối lien hệ nào với phe Orange Ailens. Phe Orange thật sự chưa ai nhìn thấy bao giờ và chưa được biết đến nhiều, chỉ được đề cập qua tướng Plastro của phe Tan.

- Black - Giống như Orange, phe Đen không hề tham gia vào bất kỳ cuộc xung đột nào, và hiếm khi xuất hiện như phe Red. Những công dân phe Black chỉ xuất hiện trong một màn chơi của bản Toy in Space. Zombie trong Army Men II, thỉnh thoảng trên cơ thể và đầu của chúng cũng có màu đen.

- Space Aliens -  Là kẻ thù chính trong Toy in Space. Họ chỉ xuất hiện duy nhất trong Portal Runner và Toy in Space. Khi Tina Tomorrow thắt chặt liên minh với Sarge, những người ngoài hành tinh liền liên minh với Đế quốc Tan và tham gia vào công cuộc tìm kiếm và thống trị những vùng đất mới, bằng cách cung cấp một hạm đội  với những sinh vật nguy hiểm chết người và vũ khí tối tân làm cho tính mạng của Sarge thêm phần nguy khốn.

- Galactic Army - Đồng minh với Green trong Toy in Space. Họ chỉ xuất hiện mỗi bản này. Do Tina Tomorrow lãnh đạo, quân đội thiên hà có màu xanh sáng. Lực lượng chính yếu của họ là nữ với lực lượng hỗ trợ như tiểu pháo thủ là nam. Quân đội thiên hà luôn cung cấp một số vũ khí độc nhất vô nhị nhằm hỗ trợ Sarge suốt quá trình diễn biến của Toy in Space.

- Cult Army - Chỉ xuất hiện trong Army Men 2, ở hai màn. Bao gồm quân lính các phe như Blue, Green, Tan và các máy bay ném bom tự sát, dẫn đầu bởi đại tá AWOL từ quân Green. Ban đầu Sarge được giao nhiệm vụ xác định vị trí của Đại tá, nhưng khi chứng kiến sự điên cuồng của Đại tá, anh nhận được lệnh tiêu diệt đại tá và thuộc hạ của ông ta.

- Malice's Tans - Chỉ xuất hiện trong Army Men: Sarge's War. Họ có trách nhiệm đặt bom ở bức tượng và gài nó vào buổi lễ hoà bình giữa Green và Tan nhằm tiêu diệt cả 2 phe, tất cả binh lính phe Greens (trừ Sarge và tàn quân xanh) và tất cả phe  Tan của tướng Plastro's đều bị giết chết trong vụ nổ.

- Rệp và côn trùng - Không xuất hiện nhiều trong dòng game Army Men, rệp và côn trùng chỉ xuất hiện trong Army Men: Air Attack 2, Army Men RTS và một số bản khác, chúng thường là kẻ thù của tất cả các phe.

- Tạo vật Tiến sĩ Madd – Đây là thành tựu của một bác sĩ điên cuồng phe Xám, mà phạm vi vuợt khỏi ranh giới cõi chết, đột biến, cắt xén giống các loài côn trùng. Họ thường làm việc cho quốc gia Tan, tuy nhiên, do tâm thần không ổn định của mình, do đó tiến sĩ Madd tin rằng đấy là  lý do xuất phát từ trạng thái thử nghiệm của ông trong tâm trí, hơn là để vui lòng ham muốn của tướng Plastro. những sinh vật này được huấn luyện chỉ để tấn công quân xanh lá cây và đồng minh của họ, mặc dù đôi khi chúng cũng có thể làm hại kẻ thù.

- Đồ chơi bị sự cố - Chỉ xuất hiện duy nhất trong Army Men: Major Malfunction. Sau khi phe Tan bị diệt vong, Major Malfunction (lính phe Green nguyên mẫu), đã hoàn toàn mất trí và giết chết Sarge.

- Đồ chơi khác – Là những đồ chơi hàng ngày khác, chẳng hạn như tượng, robot, và các loài sinh vật khác bằng nhựa (hoặc đôi khi kim loại) . Được sử dụng và kiểm soát bởi tất cả các quốc gia trong thế giới nhựa. Khá phổ biến trong dòng game Army Men: Air Attack.

## Phiên bản
| Tựa đề                                                                | Phát hành   | Hệ máy                                                       | Thông tin |
| Army Men                                                              | 1998        | Windows, Game Boy Color                                      | Là phiên bản đầu tiên, được phát hành cho PC như đã được chuyển thể sang Game Boy Color. Được fan đánh giá như là một bản kinh điển, đây là một trong vài bản game thực sự xuất hiện Sarge và đội của anh chỉ đơn thuần là con cờ trong trận đấu lớn. Hai điểm đáng chú ý khiến game này gần như độc nhất vô nhị trong series và cốt truyện (Những đoạn phim trắng đen bắt chước những phim thời sự kiểu thế chiến thứ 2), và sự kiện thường được mô tả cuộc chiến đấu chẳng dính dáng gì đến nhân vật chính. Nhiều fan của series có tỉ lệ phê bình bản game này khá cao. |
| Army Men II                                                           | 1999        | Windows, Game Boy Color                                      | Là phần tiếp theo trực tiếp của bản đầu tiên. Kẻ thù trong phiên bản này rất đa dạng, từ máy bay ném bom tự sát, zombie, thành viên giáo phái cho tới những con gián. Phạm vi chiến trường được mở rộng, như nhà bếp trong "Thế giới Thực", và nhà máy sản xuất xe tăng trong "Thế giới Nhựa". |
| Army Men: Toys in Space                                               | 1999        | Windows                                                      | Phiên bản này góp thêm 2 phe mới là lực lượng thiên hà và người ngoài hành tinh. Trong phiên bản này giới thiệu thêm các yếu tố khoa học viễn tưởng không xuất hiện trong các phiên bản Army Men khác. Ngoài ra còn có thể sắp xếp điều khiển nhóm, đội và có thêm những vũ khí mới, đơn vị quân mới như lực lượng bắn la-de của người ngoài hành tinh, tia đông lạnh của Tina và lực lượng mini-gun của cô kèm theo một sự lựa chọn nhỏ các loại phương tiện, khí tài trong game. |
| Army Men: Air Attack                                                  | 1999        | PlayStation, Nintendo 64, Windows                            | Nhân vật chính trong game là viên phi công của đơn vị kỵ binh bay phe Green là Đại úy William Blade. Phiên bản này có tất cả 12 màn màn chơi với ba loại trực thăng đặc biệt có thể mở được. Trực thăng được sử dụng trong game gồm nhiều loại như Huey, Chinook,Super Stallion, và Apache. Có thể mở thêm 3 viên phi công phụ. Họ là "Woodstock", "Rawhide", "Hardcore", và "Sgt. Hawk". Còn nhân vật khác là Mr. Yuk bịp bợm chỉ nhìn được qua màn chơi thứ 5. Trên Nintendo 64 phiên bản này được gọi là "Air Combat". |
| Army Men: Sarge's Heroes                                              | 1999        | Windows, PlayStation, Nintendo 64, Dreamcast, Game Boy Color | Là phiên bản console được chuyển thể từ PC sang PlayStation cùng tên. Phiên bản này trong series xuất hiện trên Nintendo 64 hoặc Dreamcast. Trong game, Trung sĩ Hawk Sarge phải tập hợp lại nhóm của anh gồm những binh sĩ bị bắt làm tù binh. Tướng Plastro khánh thành loại "siêu vũ khí mới" của ông (các đồ vật gia đình và đồ chơi) vừa bị lấy đi từ "Thế giới Luân Phiên". Trung sĩ Hawk buộc phải dùng "Biệt đội Bravo" giúp anh tiêu diệt Tướng Plastro và quân đội Tan. |
| Army Men: Air Tactics                                                 | 1999        | Windows                                                      | Trong tựa đề này, người chơi điều khiển nhân vật Đại úy Blade của đội kỵ binh bay phe Green. Đây là phiên bản mô phỏng trực thăng chiến đấu góc nhìn từ trên cao xuống với nhiều loại máy bay trực thăng khác nhau cho người chơi điều khiển. Trách nhiệm chính của Đại úy Blade là thực hiện các phi vụ như không yểm cho Sarge và toán lính của anh. Phiên bản này giới thiệu thêm những tính năng như nâng vật nặng và vận chuyển chúng đến các địa điểm khác, hạ cánh trên mặt đất để chở/thả lính và các tính năng chiến đấu trên không độc đáo chưa từng thấy trong các phiên bản khác. |
| Army Men 3D                                                           | 1999        | PlayStation                                                  | Là phiên bản được thiết kế lại từ phiên bản gốc Army Men tạo góc nhìn người thứ 3 trong môi trường 3D hoàn toàn. Nhiệm vụ của người chơi là thu thập chìa khoá của hãng đồ chơi Tinker toy có thể mở ra cổng dịch chuyển sang "Thế giới Thực". |
| Army Men: World War                                                   | 2000        | Windows, PlayStation                                         | Phiên bản đầu tiên mang tựa World War. Trọng tâm của game chỉ có chiến đấu trong "Thế giới Nhựa", với hầu hết các màn chơi dựa trên thế chiến thứ 2. Bản PC bắt đầu vào với một cuộc đổ bộ theo kiểu D-Day và nhiều màn khác có chủ đề tương tự như các sự kiện trong thế chiến thứ 2, giống như bộ phim A Bridge Too Far. Đồng thời chỉ duy nhất bản game này mà phương tiện cơ giới không bị kẻ địch kiểm soát được. Ngoài ra đây là bản PC duy nhất không có sự xuất hiện của "Sarge". Hệ thống tổ chức sâu rộng có khả năng điều khiển một số lượng binh lính dưới quyền người chơi. Ở ngoài Mỹ và Canada, game còn được biết đến với cái tên Operation Meltdown. |
| Army Men: World War - Land, Sea, Air                                  | 2000        | PlayStation                                                  | Phần tiếp theo của Army Men: World War. Phiên bản này bổ sung thêm 5 chiến dịch mới với 3 màn chơi của mỗi chiến dịch. |
| Army Men: Sarge's Heroes 2                                            | 2000        | PlayStation, PlayStation 2, Game Boy Color, Nintendo 64      | Đây là phần tiếp theo của Sarge's Heroes. Giới thiệu một số nhân vật mới, và khái niệm của "Plastrification" (nhựa hóa). Nhựa hóa, theo tiến sĩ Madd cho biết đó là hiện tượng xảy ra khi một người lính từ "Thế giới Nhựa" ở quá lâu trong "Thế giới Thực" sẽ làm xơ cứng các chi và sự hình thành lớp nhựa cơ bản. Tuy nhiên, nhân vật Bridgette Bleu đã phát triển một huyết thanh làm đảo ngược những ảnh hưởng của hiện tượng nhựa hóa. |
| Army Men: Operation Green                                             | 2001        | Game Boy Advance                                             | Trong phiên bản này, người chơi có thể điều khiển chung một người lính phe Green trong môi trường 3D. Tựa đề này được đặt tên gần như độc quyền trong "Thế giới Nhựa", và mọi phương tiện cơ giới khác như xe cộ, máy bay, tàu chiến đều có thể dùng được. |
| Army Men: World War - Final Front đôi lúc còn được gọi là Lock N load | 2001        | PlayStation                                                  | Phiên bản này có các tính năng mới bao gồm bốn mặt trận với ba nhiệm vụ trong mỗi mặt trận. Quân đội Tan một lần nữa phát động một cuộc tấn công vô cớ vào quân đội Green, do đó, Green trả đũa bằng cách tấn công thủ đô của Tan. Khi họ phát hiện ra rằng Tan đã tạo ra vũ khí hủy diệt hàng loạt, họ tuyên bố một cuộc chiến toàn diện chống lại Tan và triển khai lực lượng của họ trên toàn thế giới để tiêu diệt tàn quân và vũ khí mới của Tan. Bản này còn đưa thêm yếu tố chiến tranh tàu ngầm vào dòng World War. |
| Army Men: Green Rogue đôi lúc còn được gọi là Omega Soldier           | 2001        | PlayStation, PlayStation 2                                   | Đặt bối cảnh trong thời gian xảy ra sự kiện trong bản "Sarge's Heroes", Quân đội Green tạo ra một siêu chiến binh gồm DNA ghép từ tất cả các thành viên của trung đội Bravo. Plastro cố gắng bắt giữ những siêu chiến binh này, nhưng một sự cố hạ cánh trên các máy bay trực thăng vận chuyển và vô tình đánh thức chiến binh Omega, khiến chiến binh thịnh nộ chống lại quân Tan. Duy nhất trong bản này thực tế rằng tất cả các vũ khí của Omega Soldier đều được làm bằng kim loại thay vì bằng nhựa. |
| Army Men: Advance                                                     | 2001        | Game Boy Advance                                             | Người chơi có thể lựa chọn giữa Sarge, hoặc Vikki, và sẽ nhận được một số mục tiêu từ radio, chẳng hạn như tuyển dụng các thành viên trong nhóm đi theo, thoát khỏi nhà tù, và bẻ gãy phòng tuyến của địch. |
| Army Men: Air Attack 2 đôi lúc còn được gọi là Blade's Revenge        | 2001        | PlayStation, PlayStation 2                                   | Đôi lúc còn được gọi là Blade's Revenge Phần tiếp theo của Army Men: Air Attack Nó bao gồm hai loại trực thăng mới, "King Cobra" và "Osprey", ngoài các Chinook và Apache. Có thêm viên phi công phụ mới có tên "vỏ bom". Trong bản này mỗi viên phi công phụ đều có thứ vũ khí đặc biệt mà chỉ có thể được sử dụng bởi mỗi viên phi công phụ. |
| Portal Runner                                                         | 2001        | PlayStation 2, Game Boy Color                                | Sản phẩm phụ này của Sarge's Heroes tập trung vào Vikki Grimm và Bridgette Bleu. Trong bản này, Bridgette Bleu, đã lừa Viki Grimm rơi vào cái bẫy trong không gian khác thông qua việc sử dụng cổng dịch chuyển. Ngoài ra Vikki có thêm người bạn đồng hành là sư tử Leo, buộc phải tìm cổng dịch chuyển đúng, để đưa họ trở lại "Thế giới Nhựa". |
| Army Men: World War - Team Assault                                    | 2002        | PlayStation                                                  | Phiên bản cuối cùng trong series World War được phát hành và cũng là bản Army Men cuối cùng cho hệ máy PlayStation. |
| Army Men: Air Combat The Elite Missions                               | 2002        | Nintendo GameCube                                            | Phiên bản cuối cùng trong series Air Combat, rút kinh nghiệm từ bản đầu cho hệ máy Nintendo 64 với các tính năng như nâng cấp, đồ họa, và cấp độ mới. |
| Army Men: RTS                                                         | 2002        | Windows, PlayStation 2, Nintendo GameCube                    | Phiên bản này là một trong những tựa đề Army Men cuối cùng được phát hành trước khi Công ty 3DO phá sản. Bản Army Men này là game chiến lược thời gian thực (RTS). Cung cấp một cái nhìn mới của nhánh game Army Men - xây dựng cơ bản, và một camera 3D hoàn toàn. Phiên bản này cung cấp một số yếu tố độc đáo như thu thập nguyên liệu bằng nhựa nóng chảy sau trận chiến và tái chế nó để tạo ra một nguồn cung cấp mới cho quân đội. Đây cũng bản là duy nhất (cùng với Army Men: Sarge's War), trong đó tất cả binh lính trong những bản khác được trang bị vũ khí kim loại, lựu đạn và tàu quét mìn như trái ngược với hầu hết các phiên bản khác trong series, trong đó vũ khí được cung cấp bằng nhựa. |
| Army Men: Turf Wars                                                   | 2002        | Game Boy Advance                                             | Quân đội Tan đã tấn công một lần nữa và đang đe dọa đến căn cứ quân Green. Đại tá Grimm đã thành lập một đội hai người là: Trung sĩ Hawk và gián điệp phe Blue để chống lại quân Tan. |
| Army Men: Sarge's War                                                 | 2004        | Windows, PlayStation 2, Xbox, Nintendo GameCube              | Phiên bản cuối cùng trong series. Lãnh chúa Malice đã thành lập một lực lượng dân quân bí mật của Tan, là những kẻ đã tấn công 2 nước Green và Tan tại lễ hòa bình Green-Tan. Tất cả mọi người, bao gồm Đại tá Grimm, Vikki, và Tướng Plastro, đã bị giết, tuy nhiên, Trung sĩ Hawk và dân quân của Malice còn sống sót sau đó Sarge tìm cách trả thù Lãnh chúa Malice. Bản này ban đầu được phát triển bởi Công ty 3DO, nhưng sau khi 3DO hoàn toàn phá sản, phiên bản đã được mua, làm hoàn chỉnh, và phát hành bởi công ty Crave Entertainment. Bản game trông có vẻ u ám và thực tế hơn so với người tiền nhiệm, ví dụ, khi Sarge bị bắn, một lỗ hỏng sẽ xuất hiện trên cơ thể của anh. |
| Army Men: Major Malfunction                                           | 2006        | PlayStation 2, Xbox                                          | Major Malfunction được phát hành bởi Global Software. Nhân vật chính là một người lính tên là Anderson và nhân vật phản diện là tên "Thiếu tá Malfunction" (Major Malfunction), phiên bản này đã nhận được phần lớn các nhận xét tiêu cực, mặc dù đồ họa, nó được coi là khá nhất so với các bản khác trong series. |
| Army Men: Soldiers of Misfortune                                      | 2008        | PlayStation 2, Wii, Nintendo DS                              | Soldiers of Misfortune là phiên bản cuối cùng của series, phát hành bởi Destination Software, Inc. Cốt truyện của Soldiers of Misfortune là một sự chuyển hướng đầy tai tiếng của series. Không đề cập đến những nhân vật Army Men chính thức, hoặc bất kỳ sự kiện nào xảy ra trong quá khứ của game. Người chơi sẽ đóng vai một cậu nhóc tên Timmy, cậu tự tưởng tượng mình là một chiến binh đồ chơi và sử dụng một thứ vũ khí như phi tiêu thu nhỏ. Phiên bản này không được coi là phần chính thức nối tiếp series và cũng chẳng được coi là chuẩn mực của dòng Army Men. Game là một thất bại lớn và nhận được phần lớn các nhận xét tiêu cực tương tự như bản Major Malfunction, nhiều fan cho rằng Soldiers of Misfortune là một trong những phiên bản tồi tệ nhất của series Army Men.                                                                         |
| Army Men: Mobile Ops                                                  | 2010        | Mobile                                                       | Phiên bản game di động mới nhất sẽ mang trở lại cuộc chiến tranh giữa quân đội hai phe Green và Tan. |
| Army Men III                                                          | 2011 (test) | Windows, Mac                                                 | Ban đầu có tên gọi là bản mở rộng Army Men, phiên bản phi thương mại mới nhất sẽ nối tiếp những đặc trưng nổi bật của phiên bản xưa Army Men II lấy bối cảnh cuộc chiến không đội trời chung giữa Green và Tan. Ngoài ra Army Men III cũng chính là phần cuối cùng của loạt game Army Men không bao giờ kết thúc bắt đầu từ nhân vật chính "Sarge" của bản gốc. Trong khi chờ đợi Sarge quay trở về vào dịp này, trò chơi sẽ đưa người chơi vào vai viên Hạ sĩ Wallace Aron Niles, một nhân vật mới trong loạt game Army Men. Nội dung nói về viên bác sĩ điên khùng của phe Grey đã gửi một đội quân gồm những sinh vật kỳ dị của hắn tới tàn phá trên toàn thế giới nhựa. Giống như các phiên bản tiền nhiệm, những kẻ thù trong phiên bản này cũng rất đa dạng. Phiên bản thử nghiệm Alpha đã được phát hành bởi nhà phát triển độc lập Lord Iheanacho Productions. |

### Phiên bản gộp
| Tựa đề                                               | Phát hành | Hệ máy      | Thông tin |
| Army Men Value Pack                                  | 2000      | Windows     | Bản tổng hợp bao gồm các phiên bản Army Men, Army Men II, Army Men: Toys in Space và Army Men: Air Tactics.                                                                      |
| Army Men Value Pack 2                                | 2001      | Windows     | Bản tổng hợp bao gồm các phiên bản Army Men, Army Men: Sarge's Heroes, Army Men: Air Attack và Army Men: World War.                                                              |
| Army Men: War Chest                                  | 2000      | Windows     | Bản tổng hợp bao gồm các phiên bản Army Men, Army Men II, Army Men: Toys in Space, Army Men: Air Attack, Army Men: Sarge's Heroes, Army Men: Air Tactics và Army Men: World War. |
| Army Men Gold: Collector's Edition                   | 2002      | PlayStation | Bản tổng hợp bao gồm các phiên bản Army Men 3D, Army Men: Sarge's Heroes và Army Men: Air Attack.                                                                                |
| King Size: Army Men: Air Attack 2 / Omega Soldier    | 2001      | PlayStation | Bản tổng hợp bao gồm các phiên bản Army Men: Air Attack 2 và Army Men: Omega Soldier.                                                                                            |
| King Size: Army Men: Sarges Heroes 2 / Lock 'n' Load | 2001      | PlayStation | Bản tổng hợp bao gồm các phiên bản Army Men: Sarge's Heroes 2 và Army Men: Lock 'n' Load.                                                                                        |
| King Size: WDL WarJetz / Army Men Sarges Heroes 2    | 2001      | PlayStation | Bản tổng hợp bao gồm trò World Destruction League: War Jetz và Army Men: Sarge's Heroes 2.                                                                                       |

### Phiên bản hủy bỏ
| Tựa đề                    | Phát hành | Hệ máy         | Thông tin |
| Army Men: Arcade Blast    | Không rõ  | Game Boy Color |           |
| Army Men: Platoon Command | Không rõ  | GameCube       |           |
| Army Men Arcade Blasts    | Không rõ  | PlayStation    |           |

## Thế giới nhựa
Nhiều điều chưa biết về thế giới nhựa, chủ yếu là vì nó không bao giờ được hiển thị trên bản đồ hoặc thảo luận trong một thời gian dài, mặc dù, đó là điều chắc chắn có thể suy ra được. Có một khu vực đảo Thái Bình Dương (được nhắc đến trong cuộc "Thế chiến"). Phần phía đông của thế giới là nhà của quốc gia Blue (đường biên giới được nhìn thấy nhưng không rõ nếu nó thực sự là một quốc gia khác) trong khi phần phía tây là nhà của quốc gia Tan. Không ai biết vị trí chính xác của các quốc gia Green, Orange, và Red ở đâu, vì nó không bao giờ được hãng 3DO công bố.
Phe Gray nằm ở khu vực phía tây bởi vì nó có cùng biên giới quốc gia Tan theo Army Men. Điều duy nhất thực sự được biết về quốc gia Green là nó bao gồm sa mạc, núi cao, và đầm lầy. Có thể thấy trong Army Men (Bản đầu tiên trong series) trong đoạn phim mở đầu, thấy rằng quốc gia Green gần như hoàn toàn được bao quanh bởi lãnh thổ của Tan. Đầm lầy nằm ở phía nam.

## 3DO phá sản
Army Men: RTS là bản game Army Men cuối cùng được công ty 3DO phát hành trước khi họ dính vào vụ phá sản theo chương 11 luật pháp Mỹ. Sản phẩm có tiếng này được đem bán đấu giá để trả nợ nần, và được công ty Global Star Software mua lại.
Trong năm 2004, Global Star phát hành bản Sarge's War. Các phiên bản PS2 và Xbox đã được hoàn thành bởi một số thành viên của nhóm phát triển Sarge's War của 3DO ban đầu. Global Star sau đó phát hành Army Men: Major Malfunction cho Xbox (cũng như bản khu vực hạn chế dành cho PS2), và lên kế hoạch dự kiến cho phiên bản Nintendo DS. Army Men: Mobile Ops sắp tới sẽ được phát hành và là bản game mới nhất trong series. góp phần vào sự phát triển có thể của series trong tương lai, nhưng không chắc chắn, do những lời phê bình, chỉ trích gắt gao cùng một loạt khó khăn tài chính khi thực hiện hai bản Major Malfunction và Soldiers of Misfortune.

## Chuyện ngoài lề
- Nhựa hóa, theo Tiến sĩ Madd trong Sarge's Heroes 2 cho biết thì đó là hiện tượng xảy ra khi một người lính đến từ Thế giới Nhựa dành quá nhiều thời gian trong Thế giới Thực sẽ gây ra sự đông cứng các chi bộ phận cơ thể. Người lính chịu ảnh hưởng hiện tượng này sẽ tê liệt dần dần và cuối cùng biến thành đế nhựa hoàn toàn. Kết thúc số phận giống như những chú lính nhựa thường được bày bán tại các cửa hàng đồ chơi. Cũng trong Sarge of Heroes 2, Bridgette Bleu đã phát triển thành công một loại huyết thanh có thể đảo ngược những tác động của quá trình nhựa hóa này, nhờ đó mà Bleu sử dụng nó để làm sống lại Tướng Plastro. Đồng thời cô còn phát triển một loại huyết thanh khác có thể gây ra hiện tượng nhựa hóa. Việc đảo ngược huyết thanh được cất giữ trong những lon Cola.
- Trong đoạn phim cắt cảnh mở đầu của Sarge's Heroes 2, có một bản đồ của Thế giới Nhựa trên tường phía sau lưng Sarge.
- Phên bản Army Men: Sarge's Heroes 2 thuộc dòng Sarge's Heroes, nhân vậtchính, Sarge không hề được sử dụng bất kỳ một loại khí tài nào.
- Cốt truyện của tất cả các bản Army Men khác đều lặp đi lặp lại một môtíp chung là chỉ nói về cuộc xung đột và chiến tranh giữa hai phe Green và Tan mà không đề cập nhiều đến các phe khác.
- Phiên bản của khẩu M16 thay đổi rõ rệt từ các đoạn phim cắt cảnh và các phiên bản của Army Men. Thường là khẩu M16A1 với 20 ổ đạn chẵn, lần khác lại là khẩu M16A2 với 30 ổ đạn chẵn và đôi lúc chuyển thành khẩu M4 với 30 ổ đạn chẵn.
- Trong những phiên bản đầu tiên. Nhân vật chính Sarge trông giống như một người lính bình thường, hiếm khi bộc lộ rõ cá tính. Có tin đồn nói rằng cha của Sarge chính là Đại tá Grimm. Điều này trái ngược hẳn với sự thật trong loạt game Sarge's Heroes. Grimm muốn Sarge cưới Vikki. Việc này được đề cập đến trong cuốn hướng dẫn Sarge's Heroes cho biết cha của Sarge đã bị tan chảy. Điều này mở ra hai giả thuyết là Sarge được Grimm nhận nuôi hoặc Sarge và Trung sĩ Hawk là hai người khác nhau hoàn toàn. Dẫn đến rất nhiều nghi vấn cùng lời giải thích cho những câu hỏi này.
- Những món đồ chơi xuất hiện trong loạt game Army Men đều có thực ở ngoài đời. Ví dụ như Lincoln Logs, Lego, Meccano và vài món đồ chơi khác.
- Army Men thường lấy nguồn cảm hứng từ một vài bộ phim nổi tiếng nằm rải rác trong các phiên bản của loạt game. Một ví dụ có trong "Army Men 2" ở ngay màn chơi đầu tiên, có một chiếc tàu tuần tra trên một hòn đảo nhiệt đới, được sử dụng để săn lùng viên đại tá điên của lực lượng đặc nhiệm Green, dẫn đầu phe giáo phái là tham khảo từ bộ phim Apocalypse Now. Tình tiết này cũng xuất hiện trong Army Men: RTS, mà cốt truyện chính của game chủ yếu đề cập đến việc săn lùng viên đại tá điên của lực lượng đặc nhiệm Green có tên là "Blintz".
- Vikki Grimm và Bridgette Bleu là hai nhân vật duy nhất của dòng game Army Men không mang màu da (Xanh lá cây (Green), Xanh dương (Blue), v.v., dù họ có mái tóc nhuộm màu sắc). Thay vào đó, họ được mô phỏng với các tông màu da thịt giống như búp bê Barbie và chỉ đơn giản là mặc quần áo phù hợp với màu sắc phe phái của họ.
- Hầu hết tên của các màn chơi trong loạt game Army Men đều được đặt theo các bộ phim chiến tranh. Ví dụ như Das Drain trong Sarge's War tham khảo từ bộ phim Das Boot, hoặc The Thin Green Line lấy từ phim The Thin Red Line năm 1998. Màn Full Metal Jacket trong Army Men: RTS là lấy từ tên bộ phim Full Metal Jacket của đạo diễn Stanley Kubrick. Một số màn chơi khác lấy tên từ các tựa game khác như Toast Recon lấy từ game Tom Clancy's Ghost Recon.
- Army Men: RTS để xảy ra một số sơ suất rõ ràng trong hàng loạt nghi thức cơ bản của quân đội, trong đoạn phim cắt cảnh: đáng chú ý nhất trong đoạn phim cắt cảnh mở đầu, nơi Sarge đi bộ dọc theo và được chào đón bởi một binh nhì (vì cấp bậc trung sĩ là cấp bậc không được sử dụng nghi thức chào đón). Tiếp theo Sarge bước vào cái lều của sở chỉ huy phe Green nơi Đại tá Grimm và Trung úy Calt đang chờ đợi, thì bỗng dưng Grimm đứng dậy cúi chào trước tiên, Sarge chào lại và Grimm là người cuối cùng buông tay xuống. Sự việc xảy ra theo thứ tự đảo ngược. Khi đứng, nó cho thấy rằng cấp bậc của Sarge cao hơn cấp bậc viên sĩ quan chỉ huy xửa anh. Dù điều này cũng có thể lý giải rằng Sarge đã đạt được Huân chương Danh dự hoặc một số khác tương tự. Nếu Sarge thực sự có được Huân chương Danh dự thì trên thực tế anh ta sẽ không yêu cầu việc cúi chào như thế này, mà chỉ nhận sự chào lại của người khác, bao gồm cả Tổng thống, người sẽ phải thực hiện nghi thức chào đón anh ta.
- Loạt game Army Men không lấy một bối cảnh nào trong một khoảng thời gian cụ thể. Trong vài phiên bản của game thì lại xuất hiện những thứ vũ khí hiện đại như M16A2, trong khi ở các bản khác thì khí tài và vũ khí được lấy từ thời Thế chiến II và cuộc Chiến tranh Việt Nam, với những vũ khí và khí tài như khẩu M16A1, xe tăng M48 Patton, P-51 Mustang Bắc Mỹ |máy bay chiến đấu P-51, súng phóng lựu M-79 và các loại vũ khí khác. Tuy nhiên, những chiếc máy bay trực thăng hiện đại như AH-64 Apache có thể thu được trong Army Men: Air Combat. Những trận chiến nổi tiếng như trận Normandy được phỏng theo trong game, cùng những thước phim bắt chước theo phong cách phim của những năm 1940.
- Trong Army Men: Sarge's Heroes, Đồn Plastro có cấu trúc tương tự như Đồn Apache.
- Trong Army Men: World War: Team Assault, quân phe Tan dường như nói một thứ ngôn ngữ khác biệt dù cho điều này đã không được đề cập đến hoặc có dịp chứng kiến từ các phiên bản Army Men khác.
- Hãng 3DO còn cho phát hành một vài figure hành động nhỏ khác bao gồm một tấm thẻ kèm theo tiểu sử, lời khuyên và bảng trạng thái. Các figure được phát hành là Sarge, Vikki, Riff, Grimm, Hoover, và Plastro. Loạt sản phẩm kế tiếp đang lên kế hoạch thì công ty đã đệ đơn xin phá sản trước khi chúng được phát hành. Loạt sản phẩm tiếp theo gồm Tannenberg, Scorch, William Blade, Thick, Shrap, và Bridgette Bleu.
- Trong Army Men 3D, ở màn 'Clean up this Mess' của phần chơi nhiều người. Có một chìa khóa bí mật có thể mở ra nhiệm vụ bí mật của màn chơi. Tuy nhiên, nó chưa bao giờ được tiết lộ làm thế nào người chơi thực sự sử dụng được chìa khóa bí mật và tiếp cận nhiệm vụ bí mật của màn chơi.
- Trong Army Men: Air Combat, viên phi công phụ "Woodstock" khiến vài tên Jimi Hendrix lấy ý tưởng từ đoạn "Lord knows I'm a Voodoo Pilot" trong bài hát Voodoo Chile của nhóm nhạc Slight Return.
- Trong Army Men: Sarge's War, hình dạng và quân phục của phe Tan và phe Green không được thiết kế giống như người lính bộ binh đặc trưng của Thế chiến II mà giống hệt người lính biệt kích thời hiện đại. Ngoài ra phiên bản này còn có thêm loại lính tàng hình độc đáo duy nhất từ loạt game Army Men, chỉ có thể tiêu diệt được chúng thông qua khẩu súng phun lửa đầy uy lực.
- Trong Army Men: World War - Final Front. lần đầu tiên xuất hiện thêm một loại khí tài mới là tàu ngầm mà chỉ duy nhất phiên bản này có được.

## Đón nhận
Trong khi phiên bản đầu tiên được đánh giá tốt, thì trái lại, chất lượng các bản sau này ngày càng suy giảm. Series Army Men từng là mục tiêu cho những lời chỉ trích từ một số bộ phận của các phương tiện truyền thông về game video, bao gồm X-Play  và Seanbaby của EGM , vì tần suất và chất lượng ngày càng giảm của mỗi tựa game mới. Official UK PlayStation Magazine đã trao cho sáu phiên bản trong loạt game này số điểm 3/10 trở xuống.
3DO đã phát hành hơn 24 phiên bản trong vòng 10 năm, dẫn đến suy đoán rằng công ty đang vội vã sản xuất, với rất ít thời gian và công sức dành cho mỗi tựa game. Cựu Giám đốc sáng tạo Michael Mendheim cho biết vào năm 2021 rằng sau thành công của những tựa game Army Men đầu tiên, các giám đốc điều hành tại 3DO đã gây áp lực buộc nhóm phải phát hành một tựa game mới mỗi quý. Đồng sáng lập kiêm nhà thiết kế 3DO Trip Hawkins thậm chí đã viết một lá thư cho tạp chí GamePro để bảo vệ sự đón nhận gay gắt của Portal Runner, mô tả các biên tập viên này là "những chàng trai trẻ giận dữ" và đe dọa sẽ cắt giảm quảng cáo của họ.
Một loạt sự chỉ trích chính, phê bình gay gắt vì sự thiếu kiên định. Cách chơi liên tục thay đổi trong một trò chơi từ phiên bản đầu lên các phiên bản sau này. Ngoài ra còn có mâu thuẫn trong các khoảng thời gian mà hàng loạt sự kiện diễn ra. Khá nhiều phiên bản, chẳng hạn như bản Sarge’s Heroes, sử dụng vũ khí thời Thế thiến thứ hai và Chiến tranh Việt Nam (Ví dụ: khẩu M16 và súng phun lửa M2), trong khi hai bản Air Attack/Air Combat thì lại sử dụng máy bay trực thăng từ thời Chiến tranh Việt Nam.

## Phát triển/phát hành
- Công ty 3DO (1997 - 2003 & Army Men: Sarge's War cho GameCube)
- DC Studios (Army Men Advance)
- Digital Eclipse Software (Army Men, Army Men II cho (Game Boy Color)
- Fluid Studios (Army Men: Air Combat cho Game Boy Color)
- Pocket Studios (Army Men: Operation Green) cho (Game Boy Advance)
- Pandemic Studios (Army Men: RTS)
- Coyote Studios (Army Men: RTS cho GameCube)
- Midway Games (Army Men: Sarge's Heroes) cho (Dreamcast)
- Saffire Studios (Army Men: Sarge's Heroes cho Dreamcast)
- GameBrains & 3d6 Games (Army Men: Sarge's Heroes 2) cho (Game Boy Color)
- Global Star Software (2003 - 2007 hoặc 2008)
- Mobius Entertainment (Army Men: Turf Wars) cho (Game Boy Advance)
- Destination Software & Zoo Interactive (Army Men: Soldiers of Misfortune)